# Le Vernoy
Le Vernoy é uma comuna francesa na região administrativa de Borgonha-Franco-Condado, no departamento de Doubs. Estende-se por uma área de 3,3 km². Em 2010 a comuna tinha 174 habitantes (densidade: 52,7 hab./km²).